# Juan de Bolonia
Jean Boulogne (Douai, 1529 - Florencia,  14 (o 13) de agosto de 1608), conocido en Italia como Giovanni da Bologna o más abreviadamente Giambologna y en España como Juan de Bolonia, fue un escultor flamenco que trabajó en la Italia de finales del Renacimiento. 
Fue autor de varias de las esculturas más famosas, en mármol y bronce, sobre temática mitológica. Ocupa asimismo un puesto clave en la historia de la escultura europea, como puente entre el Renacimiento de Miguel Ángel y el Barroco de Bernini.

## Biografía

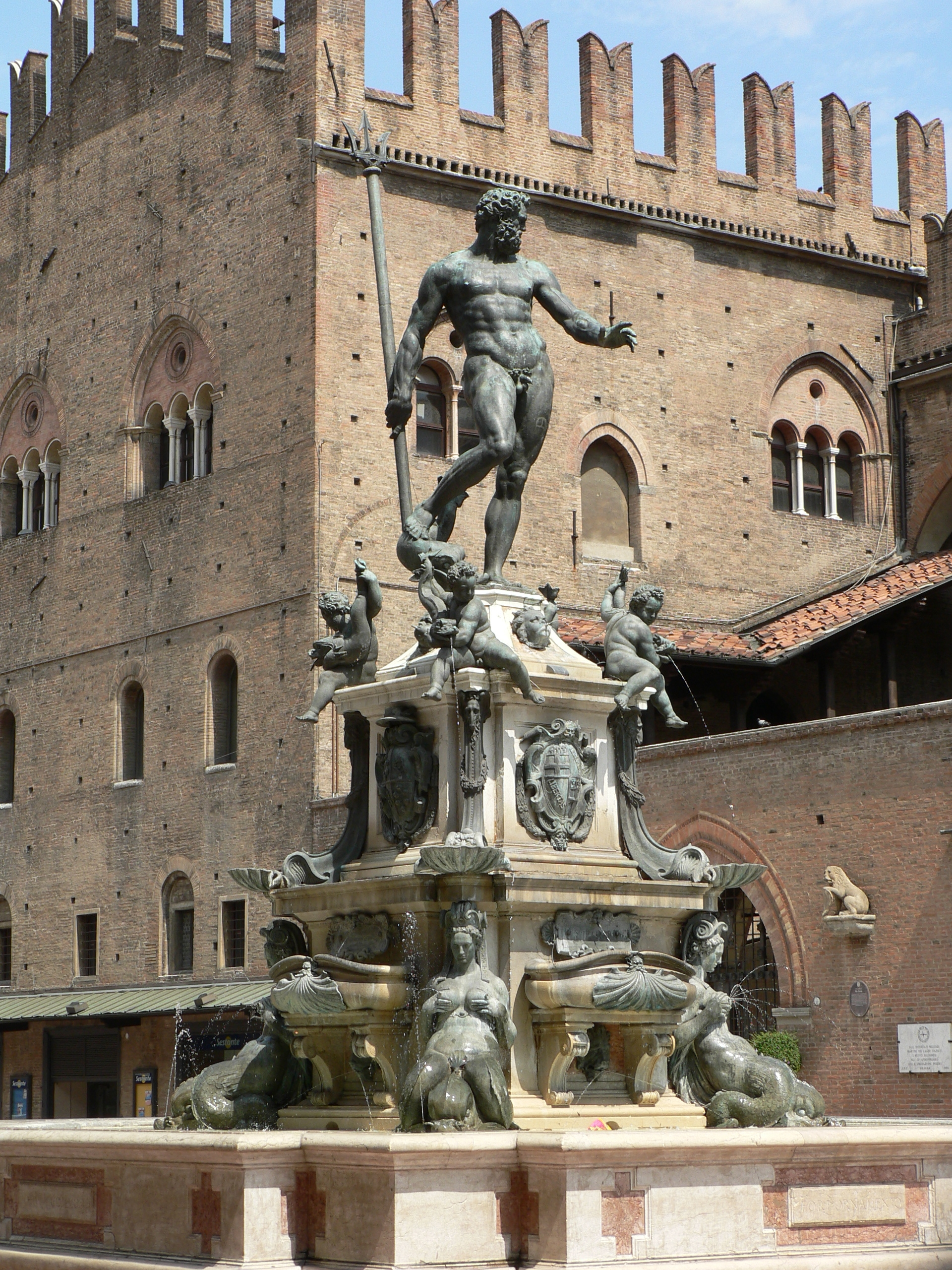
La Fuente de Neptuno en Bolonia.

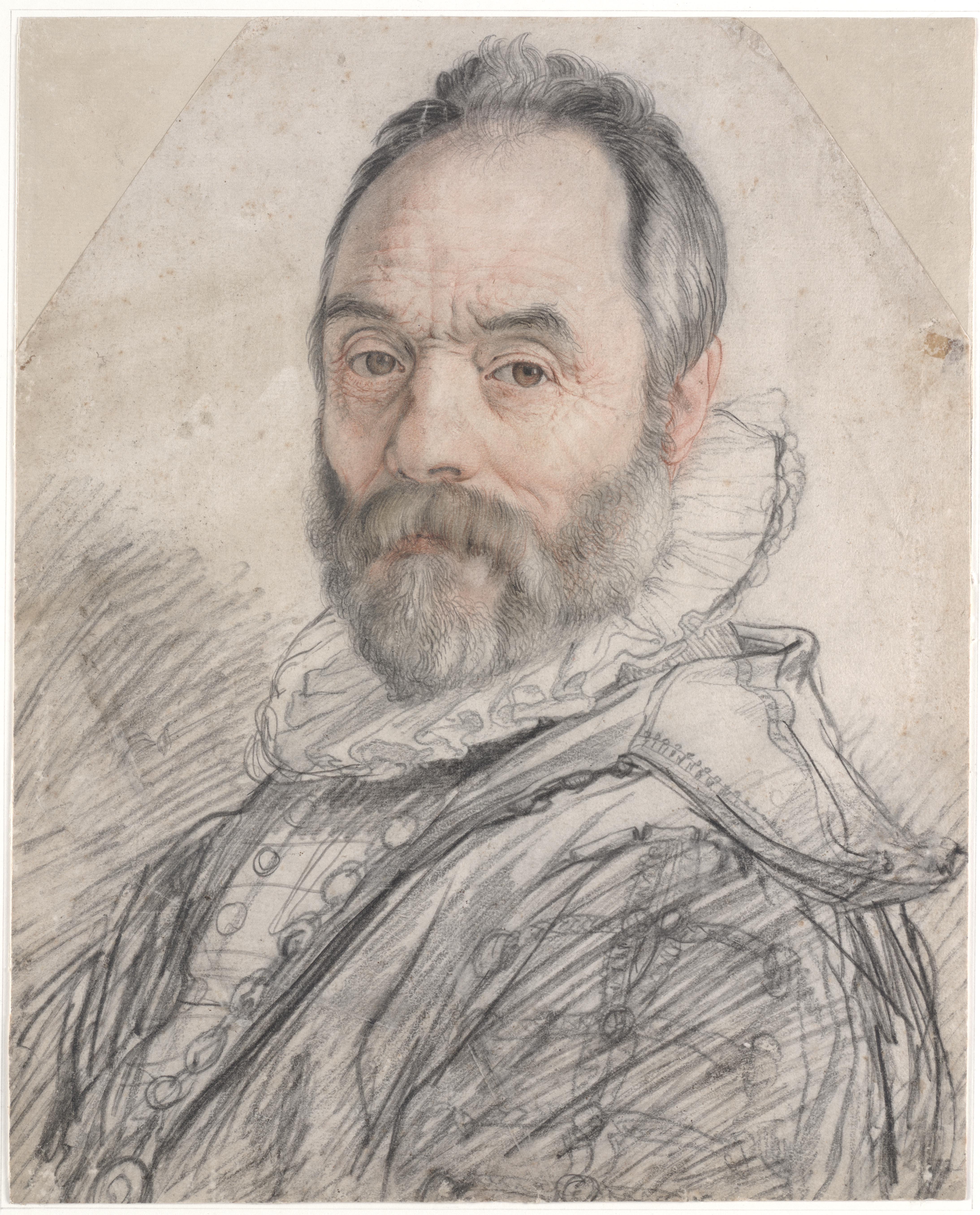
Retrato de Giambologna, dibujo a colores realizado por Hendrick Goltzius (Haarlem, Teylers Museum).

Juan de Bolonia nació en Douai, parte del condado de Flandes, actualmente en el noreste de Francia. Tras unos estudios tempranos de artes en Amberes con Jacques du Broeuq, se mudó a Italia en 1550, donde completó sus estudios en Roma estudiando la obra de Miguel Ángel (del que imitaría la tensión y dinamismo de sus obras) y de autores clásicos. 
Tras perder un concurso para la fuente de Neptuno de la plaza de la Señoría de Florencia, el Papa Pío IV le compró su primera obra de importancia, una colosal estatua de bronce de Neptuno con figuras menores para la Fuente de Neptuno (con base de Tommaso Laureti, 1566) en Bolonia.
Juan de Bolonia pasó sus mejores años en la capital cultural de la época, Florencia, donde se asentó en 1553 bajo el mecenazgo de Bernardo Vecchietti. Terminó sus estudios con el análisis de las obras de Niccolò Tribolo y Pierino da Vinci (sobrino de Leonardo) y, gracias a la mediación de Vecchietti, fue presentado en la corte de Francisco I de Médici. 
Se convirtió en escultor de la corte de los Médici, que le pagaron un sueldo mensual a cambio de esculturas tanto para exposición pública como para su colección privada, realizando numerosas esculturas a lo largo de los años hasta su muerte a la edad de 79 en la misma ciudad. Fue enterrado en una capilla que él mismo había diseñado en la iglesia de la Santissima Annunziata.

## Estilo
Juan de Bolonia, inmerso en el Manierismo con el que finalizaba el Renacimiento, realizó un profundo estudio de la antigüedad clásica, que tomó como modelo. Se vio muy influido por Miguel Ángel y el dinamismo de su obra, aunque desarrolló su propio estilo basado en el manierismo tal vez menos emotivo, pero más refinado y elegante. Sus estatuas, como un todo, están cuidadosamente equilibradas, lo que les da ligereza y gracia. Esto no concuerda mucho con la visión de autores como Miguel Ángel que creían que la escultura debe recordar en cierta forma que es un pesado bloque de piedra extraído de la roca y modelado, pero Juan de Bolonia rompe con dicha concepción, prefiriendo desafiar los cánones y mostrar los efectos que se pueden llegar a lograr.
Juan de Bolonia ejerció una importante influencia en escultores posteriores gracias a su discípulos Adriaen de Vries y Pietro Francavilla que dejaron su taller de camino a París en 1601, o Pierre Puget que expandió su estilo por el norte de Europa, Pietro Tacca, que le sustituyó en su taller o Gian Lorenzo Bernini y Alessandro Algardi en Roma.

## Obra

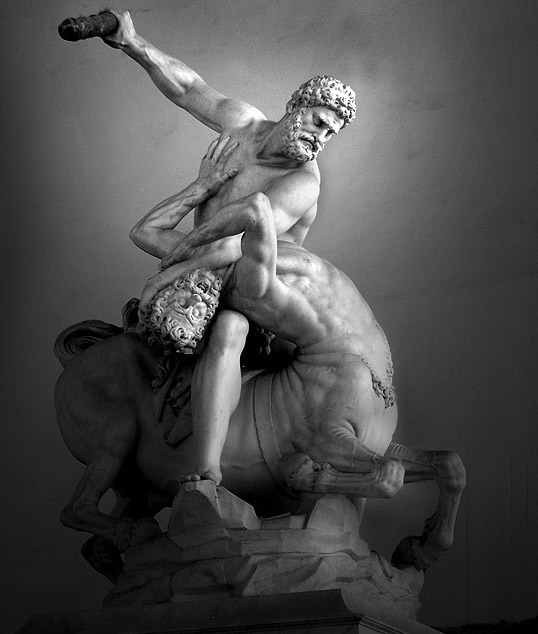
Hércules y el centauro Neso, 1599

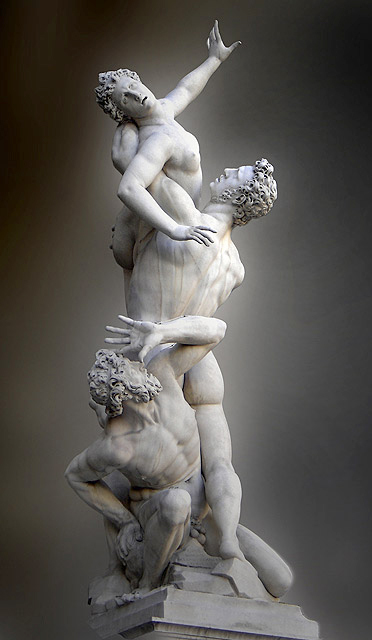
Rapto de las Sabinas, Florencia.

La mayor colección de obras suyas se encuentra en Florencia, particularmente en el Museo Bargello. Ahí se pueden observar numerosas estatuas suyas, con obras famosas como la estatua de bronce del dios Mercurio, posado sobre un pie y soportado por un céfiro, Florencia venciendo a Pisa, varias imágenes de Venus, la estatua dedicada a la Arquitectura, además de varias obras menores y modelos de otras obras famosas del autor.
Otra de sus obras más destacadas es la fuente dedicada al dios Neptuno. Inicialmente diseñada para la piazza della Signoria de Florencia, perdió el concurso frente a Bartolomeo Ammannati, siendo finalmente expuesta en Bolonia. A pesar de este revés, fue posteriormente autor de varias de las obras expuestas en la plaza florentina, como por ejemplo, la estatua ecuestre de Cosme I de Médici junto al Palacio Vecchio o el Rapto de las Sabinas (1574-82) y el Hércules y el centauro Neso (1599) en la Loggia dei Lanzi, San Lucas para la iglesia de Orsanmichele.
En los Jardines de Boboli se encuentra su Venus de la gruta, aparte de fuentes y otras figuras menores. En la Villa Demidoff, una antigua mansión médici, también se puede contemplar sus Apeninos, colosal escultura en piedra representando a los montes Apeninos.

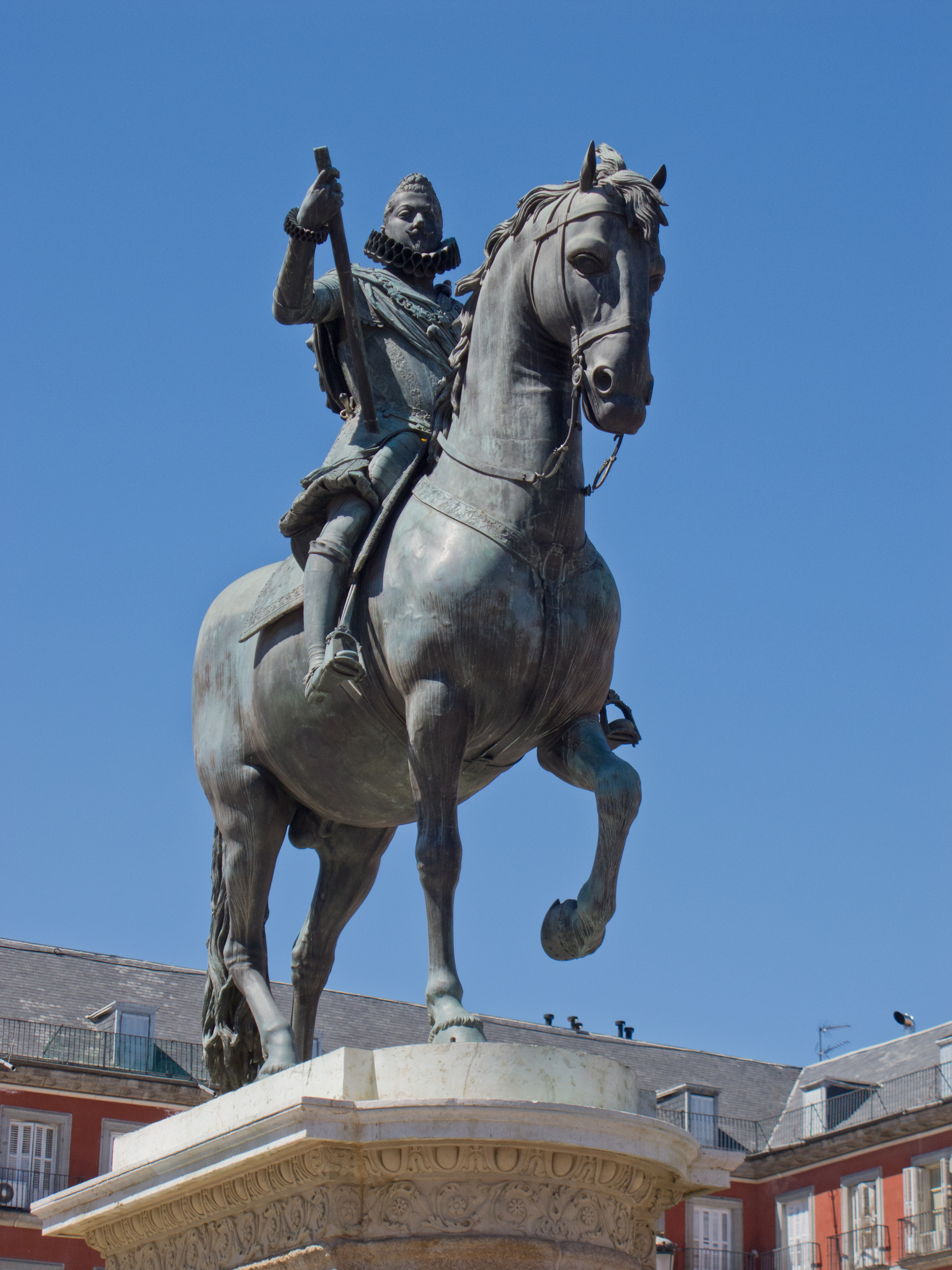
Estatua de Felipe III en Madrid.

En otras ciudades italianas se pueden observar varias obras suyas, por ejemplo, en el altar de la Catedral de Lucca, de los relieves en bronce que adornan la entrada de la Catedral de Pisa, de relieves de la Universidad de Génova o la ya citada fuente en Bolonia. 
En París, el 23 de agosto de 1614, cuatro años después del asesinato del rey Enrique IV, se inauguró una estatua en honor del rey encargada por María de Médici a Juan de Bolonia en la Isla de la Cité, cerca del Pont Neuf. La estatua fue destruida durante la Revolución francesa y no se remplazó hasta tiempos de Luis XVIII, por una obra de François Frédéric Lemot.
En Londres se conserva el grupo Sansón venciendo a los Filisteos, diseñada inicialmente para Francisco de Médici (1562). La figura de mármol, ideada para una fuente, fue entregada al Duque de Lerma, luego cedida a Carlos I, Príncipe de Gales durante las negociaciones de su boda con una infanta española y posteriormente otorgado por Jorge III del Reino Unido a Sir Thomas Worsley. Fue finalmente comprada en 1953 por el Museo Victoria y Alberto a través del Art Fund.
Una versión en bronce del Hércules y Neso se halla en el Rijksmuseum de Ámsterdam.
En la Plaza Mayor de Madrid se puede contemplar una estatua ecuestre de Felipe III de España, comenzada por él y acabada en 1616 por Pietro Tacca. Se ubicó inicialmente en un jardín real y fue trasladada a la plaza en 1848. El Museo del Prado, también en Madrid, posee un bajorrelieve que representa una Alegoría de Francisco de Médici, delicado trabajo muy representativo del estilo de este artista.
En el Colegio de Nuestra Señora de la Antigua, de Monforte de Lemos, se puede admirar una estatua orante del cardenal Rodrigo de Castro, otra de las pocas obras que de mano de este escultor se conservan en España.